# Tine Stange
Trine Stange (født 14. maj 1986) er en norsk landsholdsspiller i håndbold. Hun spiller pt. i Larvik HK og tidligere på det norske landshold.
Hun spillede sin debutkamp for det norske landshold i 2007 og har spillet 39 kampe og scoret 56 mål.

## Meritter med landsholdet
- EM 2010:  Guld